# Patricia Durrant
Patricia Durrant (Mignonette Patricia Durrant) est une personnalité politique jamaïcaine, diplomate de carrière depuis 1971.

## Biographie
- 26 avril 2002 : nommée par Kofi Annan au nouveau poste d'ombudsman du secrétariat de l'ONU créé par l'Assemblée générale à la fin de 2001.
- 1995-2002 : Ambassadeur de la Jamaïque auprès de l'ONU - le Secrétaire général
- 1983-1987 : Représentante permanente adjointe de la Jamaïque auprès de l'ONU